# Harry Roskvist
Harry Sigvard Rosqvist, född 9 juli 1901 i Billesholm, Norra Vrams församling, Malmöhus län, död 18 juni 1979 i Helsingborgs Gustav Adolf församling, Helsingborg, Malmöhus län, var en svensk målare, tecknare och grafiker.
Han var son till tegelslagaren Anton Sigfrid Rosqvist och Thilda Bengtsson och från 1928 gift med Annie Ingeborg Persson. Roskvist studerade vid Tekniska yrkesskolan i Helsingborg och senare för Stig-Gösta Lindh-Ryberg samt under självstudier under resor till bland annat Schweiz, Tyskland, Italien och Sicilien. Han medverkade i samlingsutställningar arrangerade av Helsingborgs konstförening, Konstklubben 52 och han medverkade i utställningen Kysstens Malere som visades i Helsingör. Tillsammans med Gillis Sahlin och Paul Holsby ingick han i konstnärsgruppen Skånsk treklöver och medverkade med gruppens i utställningar över hela Sverige och på ett flertal platser i Europa. Sahlin lämnade efter en kort tid gruppen och ersattes av dels Malte Gustafson och dels Lars Herder. Hans konst består av figurkompositioner och landskap utförda i akvarell, pastell samt grafik och serigrafi. Roskvist finns representerad vid Eskilstuna konstmuseum, Norrbottens museum, Institut Tessin i Paris, Centre Culturel Suédois och Tours museum.